# Феликс Австрийский
Эрцгерцог Феликс Австрийский (нем. Felix Friedrich August Maria vom Siege Franz Joseph Peter Karl Anton Robert Otto Pius Michael Benedikt Sebastian Ignatius Marcus d'Aviano, Erzherzog von Österreich, Prinz von Ungarn, Kroatien, und Böhmen (31 мая 1916, Шёнбруннский дворец, Вена, Австро-Венгрия — 6 сентября 2011, Сан-Анхель, Мехико, Мексика) — представитель Габсбург-Лотарингского дома. С детства носил титулы — эрцгерцог Австрийский, принц Венгерский, Хорватский и Богемский.

## Ранняя жизнь

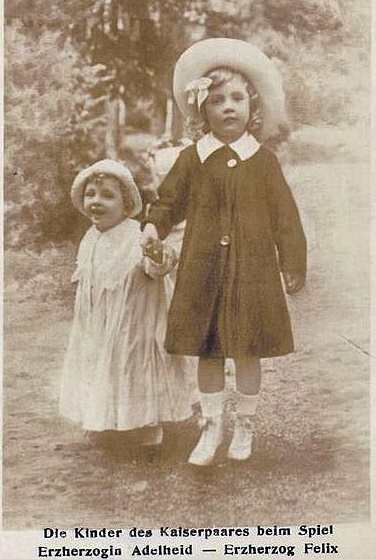
Эрцгерцог Феликс Австрийский (слева) со своей старшей сестрой, эрцгерцогиней Аделаидой Австрийской, 1918 год

Родился 31 мая 1916 года в Шёнбруннском дворце в Вене. Третий сын последнего императора Австро-Венгрии Карла I (1887—1922) и его жены, принцессы Циты Бурбон-Пармской (1892—1989). Братья — эрцгерцоги Отто, Роберт, Карл Людвиг и Рудольф.
Он был крещен в Шёнбрунне 8 июня 1916 года в присутствии императора Франца Иосифа I. Его крестным отцом стал его дядя, король Саксонии Фридрих Август III, брат его бабки, принцессы Марии Жозефы Саксонской. 21 ноября 1916 года после смерти 86-летнего императора Франца Иосифа I новым императором Австро-Венгрии (императором Австрии и королем Венгрии) стал его внучатый племянник Карл I (отец Феликса).
В 1918 году Австро-Венгрия потерпела поражение в Первой мировой войне и распалась на отдельные государства. Австрия и Венгрия были провозглашены республиками. В 1919 году императорская семья вынуждена была эмигрировать из Австрии в Швейцарию. В 1921 году после неудачных попыток свергнутого императора Карла добиться власти в Венгрии императорская семья была выслана на португальский остров Мадейра. 1 апреля 1922 года 34-летний император Карл I, отец Феликса, скончался от воспаления легких на Мадейре. В том же 1922 году вдова Цита с детьми переселилась в Испанию, а оттуда в 1929 году перебралась в Бельгию. Эрцгерцог Феликс учился в Лёвенском католическом университете.
Осенью 1937 года эрцгерцог Феликс фон Габсбург получил разрешение вернуться в Австрию, где он учился в Терезианской академии в Винер-Нойштадте. Он стал первым Габсбургом после ликвидации монархии, который продолжил карьеру в качестве офицера австрийской армии. В 1938 году после Аншлюса эрцгерцог Феликс с сестрой Аделаидой бежал из Австрии в Чехословакию.
В 1939 году Эрцгерцог посетил США, где выступил с политически докладом в университетском клубе Чикаго. Уже в феврале следующего года Его Высочество вновь вернулся в Чикаго, где изложил проект создания Дунайской Федерации, как лучший вариант решения культурных, экономических и политических проблем балканских государств. Позже он посетил Флориду и Балтимор. В марте в Соединённые Штаты прибыл старший брат Эрцгерцога Кронпринц Отто, вместе с которым он встретился с Президентом Ф.Д. Рузвельтом и посетил Сенат.
Во время Второй мировой войны эрцгерцоги Феликс и Карл Людвиг, находившиеся тогда в США, вызвались служить в 101-пехотном батальоне, известном как «Свободный австрийский батальон». Но подразделение было расформировано после того, как евреи-добровольцы, составлявшие большинство батальона, отказалась подтвердить своё зачисление на службу.

## Возвращение в Австрию

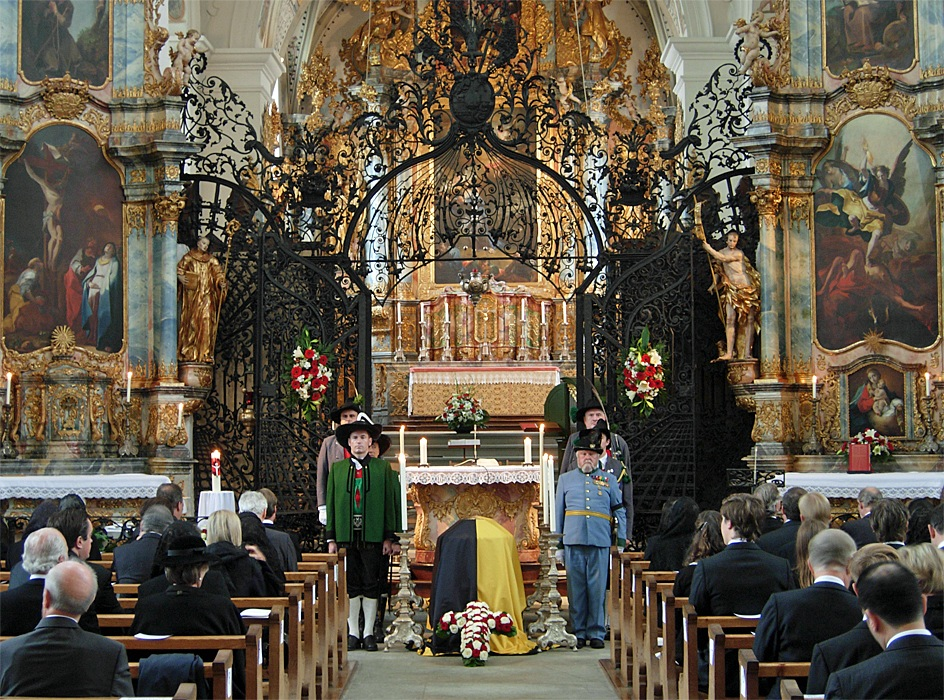
Траурная церемония по умершему эрцгерцогу Феликсу Австрийскому в церкви монастыря Мури

Эрцгерцог Феликс, в отличие от своего брата Отто, отказывался отрекаться от своих прав на австрийский престол и заявлял, что это приведет к нарушению его прав. В итоге ему был запрещен въезд в Австрию, за исключением короткого трехдневного пребывания в 1989 году для того, чтобы присутствовать на похоронах своей матери Циты. 10 марта 1996 года, после того, как Австрия вступила в Европейский Союз, пограничные пункты на границе Австрии с другими странами ЕС перестали работать. Эрцгерцог Феликс в тот же день прибыл из Германии в Австрию и на следующий день провел пресс-конференцию, чтобы объявить о своем незаконном прибытии на родину. После того, как его присутствие стало известно, он был предупрежден австрийскими властями, что он будет подвергнут судебному преследованию, если он когда-нибудь вновь попытается незаконно въехать в страну. В конце концов было достигнуто соглашение между эрцгерцогами Феликсом и Карлом Людвигом и австрийским правительством. Братья заявили о своей верности республиканской форме правления в Австрии и отказались упоминать о своих претензиях на императорский престол.
В июне 1998 года эрцгерцог Феликс в результате совместных действий со своим братом Карлом Людвигом попытался добиться возвращения имущества их предков, императрицы Марии-Терезии и её мужа Франца I, захваченного нацистами во время Аншлюса.
Эрцгерцог Феликс Австрийский успешно занимался бизнесом в Мексике и Брюсселе, работал в качестве консультанта по маркетингу.
В течение своего изгнания эрцгерцог Феликс проживал в Португалии, Бельгии, Мексике и США. Он жил в колонии Сан-Анхель в Мехико, где и скончался 6 сентября 2011 года в возрасте 95 лет. Он был похоронен в семейном склепе в аббатстве Мури, близ Цюриха. Это аббатство является излюбленным местом захоронения членов династии Габсбургов.

## Брак и дети
18 ноября 1952 года в Больё-сюр-Мер (Франция) эрцгерцог Феликс Австрийский женился на принцессе и герцогине Анне-Евгении Аренбергской (5 июля 1925 — 9 июня 1997), младшей дочери Роберта-Проспера Паула, герцога Аренберга (1895—1972) и Габриэллы фон Вреде (1895—1971) . У них было семь детей и двадцать два внука:
- Эрцгерцогиня Мария дель Пилар Австрийская (род. 18 октября 1953), муж с 1980 года Фольрад Иоахим фон Пошингер (род. 1952). Пять детей:
  - Кинга (род. 1981), с 2020 года замужем за Антониусом фон Ширштадтом (род. 1982).
  - Карл Людвиг (род. 11 августа 1982)
  - Мария Бенедикта (род. 2 сентября 1983), в 2010 году вышла замуж за Хубертуса Риттера фон Бургер-Шейдлина (род. 1981). У них родилось 4 детей.
  - Мария Франциска (род. 17 мая 1987)
  - Антония Жозефа (род. 30 октября 1991), в 2016 году вышла замуж за Карла Пахера фон Тейнбурга (род. 1991). У них родилось 3 детей.
- Эрцгерцог Карл Филипп Австрийский (род. 18 октября 1954), 1-я жена (1994—1997) Мартина Донат (род. 1955), 2-я жена с 1998 года Анни Клер Кристин Лакрамб (род. 1959). Двое сыновей от двух браков:
  - Жюльен (род. 29 мая 1994) - от первого брака
  - Луи-Дамиан (род. 23 сентября 1998) - от второго брака
- Эрцгерцогиня Кинга Барбара Австрийская (род. 13 октября 1955), муж с 1985 года барон Вольфганг фон Эрффа (род. 1948). Один сын и четыре дочери:
  - Цита (род. 6 сентября 1986)
  - Ласло Хуберт (род. 28 мая 1988)
  - Мария-Ассунта (род. 12 августа 1990)
  - Мария-Изабель (род. 22 января 1993), в 2020 году вышла замуж за Йоханнеса Гердер-Вагнера (род. 1989). У них родилось 2 дочери.
  - Констанция (род. 23 октября 1999)
- Эрцгерцог Раймунд Австрийский (2 января 1958 — 24 апреля 2008), был женат с 1994 года Беттине Гётц (род. 1969). Один сын и две дочери:
  - Феликс (род. 12 декабря 1996)
  - София (род. 12 марта 1998)
  - Мария (род. 8 апреля 2000)
- Эрцгерцогиня Мириам Австрийская (род. 21 сентября 1959), замужем с 1983 года за Хайме Коркуэрра Ачесоном (род. 1955), мексиканским потомком графов Госфорд (сын Фернандо Коркуэрра и леди Мэри Вирджинии Ширли Ачесон, дочери Арчибальда Ачесона, 5-го графа Госфорда). Четверо детей:
  - Карл Себастьян (род. 20 февраля 1984), в 2011 году женился на Андрее Вильярреал Соберанес. У них родилось 2 детей.
  - Педро Иоганнес (род. 25 декабря 1985)
  - Фелипе (род. 5 августа 1987), в 2015 году женился на Мариане Гонсалес Моралес (род. 1988). У них родилось 2 дочери.
  - Андраш (род. 20 декабря 1988), в 2023 году женился на Патриции Мартинес Матеос (род. 1991).
- Эрцгерцог Иштван Австрийский (род. 22 сентября 1961), женат с 1993 года на Паоле де Темешвари (род. 1971). Трое детей:
  - Андраш Франческо (род. 22 декабря 1994)
  - Пол Мельхиор (род. 10 января 1997), в 2024 году женился на Антонии Лютц (род. 1996).
  - Маргарета (род. 25 марта 1999)
- Эрцгерцогиня Виридис Австрийская (род. 23 сентября 1961), сестра-близнец Иштвана. С 1990 года замужем за Карлом Дуннингом-Грибблом (род. 1961). Четверо детей:
  - Карл-Леопольд (род. 25 сентября 1991), в 2023 году женился на Алехандре Брюне Тарруэлле.
  - Фердинанд (род. 1 октября 1992)
  - Максимилиан (род. 26 октября 1996)
  - Мария-Шарлотта (род. 14 мая 2001), в 2023 году вышла замуж за Йонкхира Антуана Эрика Нчве де Мевернье (род. 1994).

Так как они все проживали в Мексике, а некоторые из них до сих пор там живут, их называют испанским эквивалентом их имени.

## Награды
- Мальтийский рыцарь[2]
- Кавалер Ордена Золотого руна[2]

Вместе с братьями Отто и Рудольфом, эрцгерцог Феликс был патроном возрожденного Готского альманаха.

## Титулы и стили
- 31 мая 1916 — 6 сентября 2011 года: «Его Императорское и Королевское Высочество Эрцгерцог Феликс Австрийский, Императорский Принц Австрии, Королевский Принц Венгрии и Богемии».